# Plat (instrument musical)

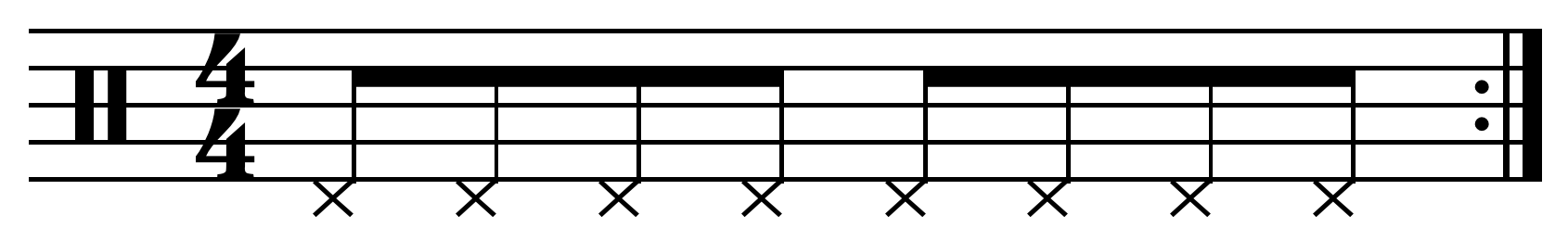
Patró característic de hi-hat de rock.

El plat és un instrument musical de percussió, idiòfon i de so indeterminat que consisteix en un disc de metall lleugerament còncau. Els plats poden tocar-se fent-ne xocar un contra l'altre o bé amb varetes metàl·liques. El seu so depèn, a més de la tècnica emprada per a fer-los sonar, de l'aliatge de què estan fets i de la seva mida. En una orquestra els plats es col·loquen al fons de tots els instruments amb la secció de percussió.
La majoria dels plats tenen un to indefinit, encara que els petits plats en forma de disc basats en dissenys antics sonen amb una nota definida (com ara els cròtals). Els plats s'usen en moltes formacions musicals que van des de l'orquestra, grups de percussió, bandes de jazz, bandes de heavy metal i grups de marxa. Les bateries solen incorporar almenys un plat d'accents o plat de ritme, i un parell de plats de xarleston. Un intèrpret de plats és conegut com un platerista.
És un instrument que existeix des dels temps antics, present a les celebracions de l'antic Egipte, citat a la Bíblia o dibuixat en pintures de l'altiplà d'Armènia al segle vii aC. Apareix en cultures diverses d'Europa i Àsia forjat amb diversos materials.

## Etimologia

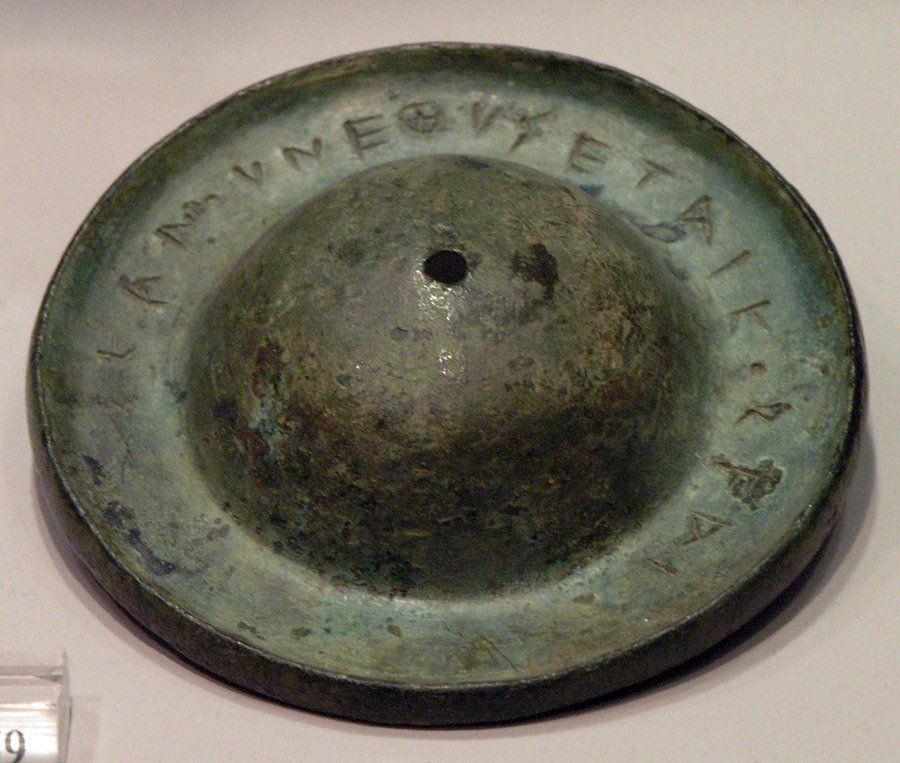
Plat de bronze de l'antiga Grècia, segle V aC, que es troba al Museu Arqueològic Nacional d'Atenes

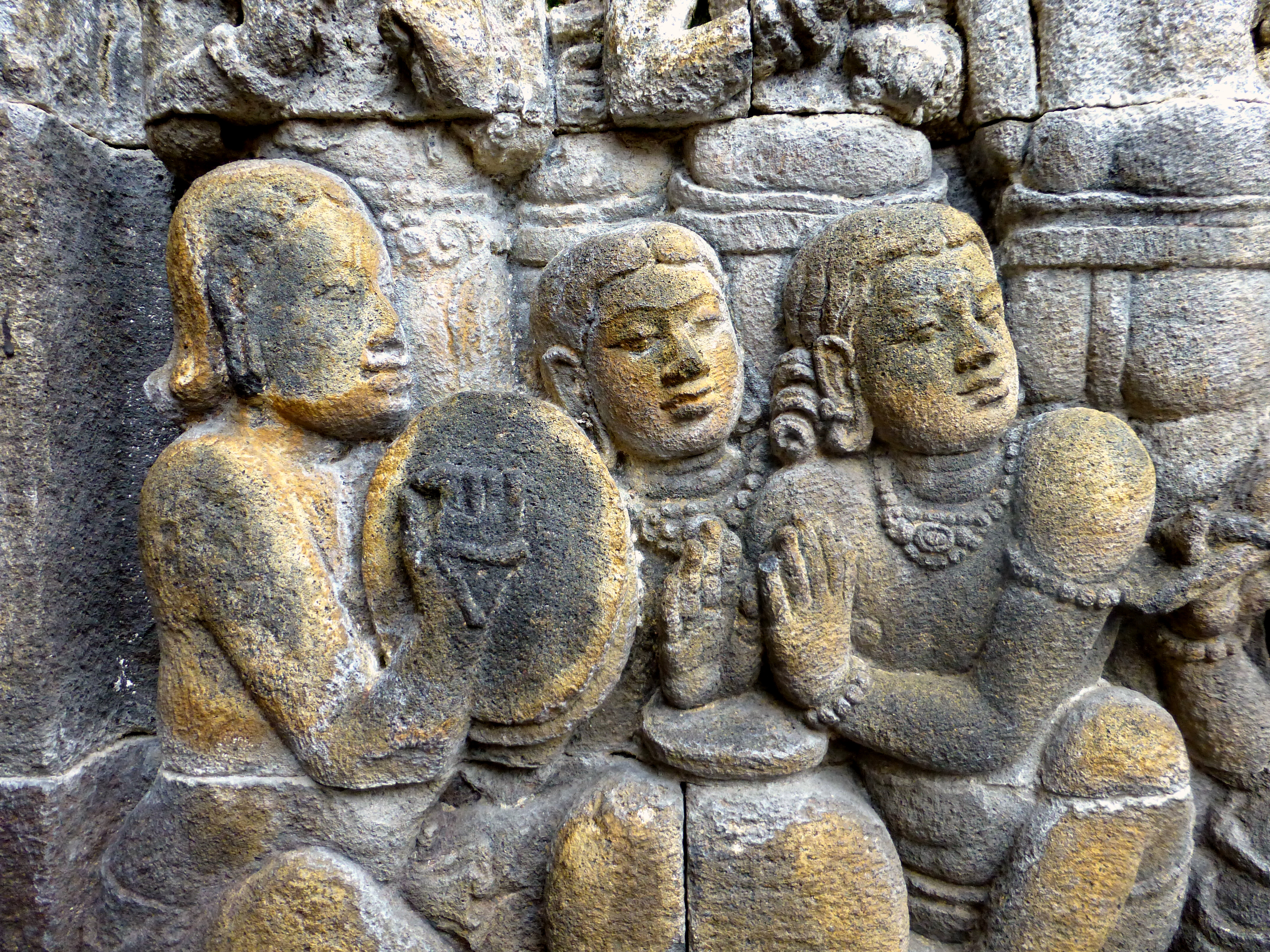
Un músic tocant un plat en un conjunt musical, en un baix relleu del segle VIII del temple de Borobudur, Java central, Indonèsia

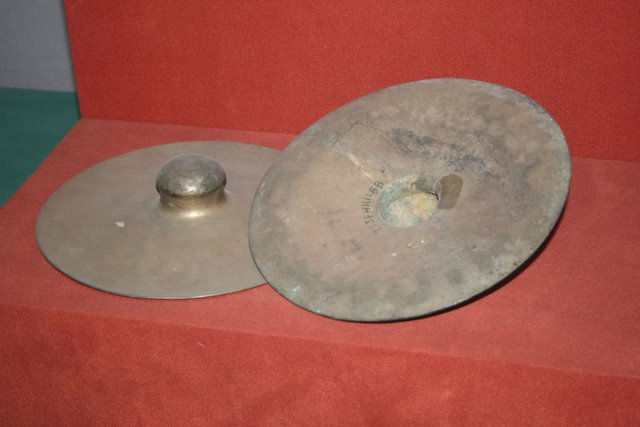
Un parell de plats de bronze de la dinastia Jin de la Xina (1115–1234)

La paraula címbal deriva del llatí cymbalum, que és la llatinització de la paraula grega κύμβαλον kymbalon, "cimbal", que al seu torn deriva de κύμβη kymbē, "tassa, bol".
En les partitures d'orquestra, els címbals reben diversos noms, se'ls pot anomenar en francès cymbales; en alemany Becken, Schellbecken, Teller o Tschinellen; en italià piatti o cinelli; i en espanyol platillos. Molts d'aquests deriven de la paraula utilitzada per a referir-se a un plat en el seu sentit d'estri domèstic.

## Història
Els plats existeixen des de l'antiguitat. Es poden trobar representacions de plats en relleus i pintures de l'Altiplà d'Armènia (segle VII aC), Larsa, Babilònia, Assíria, l'antic Egipte, l'antiga Grècia i l'antiga Roma. Les referències als plats també apareixen a la Bíblia, a través de salms i cançons de lloança a Déu. Els plats podrien haver estat introduïts a la Xina des de l'Àsia central al segle iii o IV dC.

### Àsia central i Iran

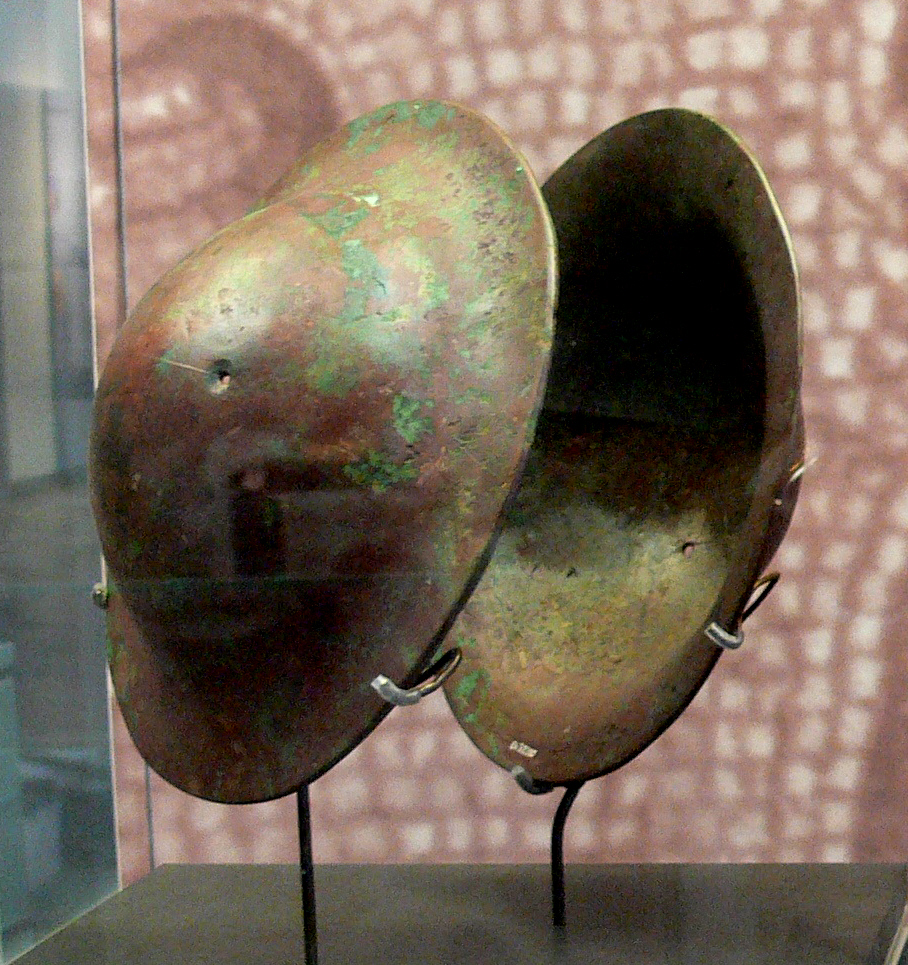
Els plats mesopotàmics del III mil·lenni aC mostren que el plat gran es remunta a l'antiguitat.

El Llibre dels Reis (al voltant de 977 i 1010 d.C.) esmenta l'ús dels plats almenys 14 vegades al seu text, la majoria en el context de crear un fort estrèpit en la guerra, per espantar l'enemic o per celebrar la victòria. La paraula persa és sanj o senj (persa سنج), però el llibre no afirma que siguin d'origen persa. Diverses vegades es refereix llavors a "plats indis". Altres adjectius per descriure'ls inclouen "daurat" i "llautó", i tocar-los és sinònim de "fer-los xocar entre ells".
N'hi ha amb una forma diferent anomenats sanj angshati (سنج انگشتی) o plats de dits. Aquests són cròtals.

#### Cerimònia Ashura
A més de l'ús original a la guerra, un altre ús en la cultura persa va ser la cerimònia Aixura. Originàriament, a la cerimònia, es colpejaven dos trossos de pedra amb moviments especials acompanyats d'un cant de lamentació. Això ha estat substituït per vèncer a Karbzani o Karebzani i usar sanj i trinquets. Les ciutats on s'ha representat inclouen Lahijan i Aran de Kashan, així com Semnan i Sabzevar.

#### Etimologia
Totes les teories sobre l'etimologia de la paraula Sanj l'identifiquen com una paraula Pahlavi. Per certs comptes significa pes; i és possible que el terme original fos sanjkūb que significava "pesos impactants" [uns contra els altres]. Segons alguns relats, la paraula és una versió reformada de "Zang" (campana), fent referència a la seva placa en forma de campana.

### Turquia

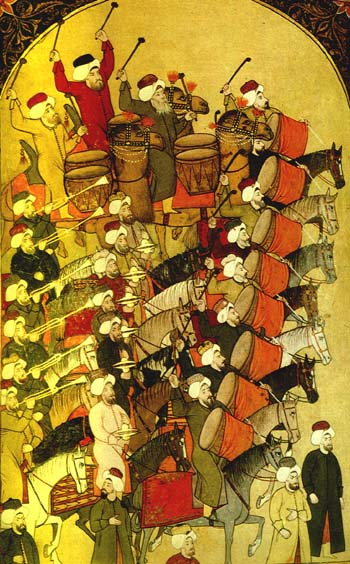
Miniatura del Cognom-i Vebbi (fol. 172a), que mostra els plats utilitzats en l'àmbit militar per un exèrcit turc. Les descripcions d'aquest tipus d'ús es remunten al Shahnameh, que es pot situar cap al 977-1010 dC.

Els címbals eren emprats pels geníssers turcs al segle XIV o fins i tot abans. Al segle xvii, aquests plats s'utilitzaven en la música europea, i sovint es tocaven en bandes i orquestres militars a mitjan segle xviii. Des del segle xix, alguns compositors han demanat papers més importants per als plats en obres musicals, i com a resposta s'han desenvolupat diverses formes, tècniques i maquinari de plats.

## Anatomia
L'anatomia del plat té un paper important en el so que crea. Es fa un forat al centre del plat, que s'utilitza per collar el plat en un suport o per lligar les corretges (per fer-lo tocar amb la mà). La campana, la cúpula o la copa és la secció elevada que envolta immediatament el forat. La campana produeix un so de "ping" més alt que la resta del plat. L'arc és la resta de la superfície que envolta la campana. L'arc de vegades es descriu en dues àrees: la zona de conducció i la zona de xoc. La zona de conducció és la secció més gruixuda més propera a la campana, mentre que la zona de xoc és la secció més fina a prop de la vora. La vora és la circumferència immediata del plat.
Els plats es mesuren pel seu diàmetre en polzades o centímetres. La mida del plat afecta el seu so, els plats més grans solen ser més forts i tenen un envolvent acústic més llarg. El pes descriu el gruix del plat. Els pesos dels plats són importants per al so que produeixen i com toquen. Els plats més pesats tenen un volum més fort, i una millor articulació del pal (quan s'utilitzen baquetes). Els plats prims tenen un so més complet, un to més baix i una resposta més ràpida.
El perfil del plat és la distància vertical de l'arc des de la part inferior de la campana fins a la vora del plat (els plats de perfil més alt tenen més forma de bol). El perfil afecta el to del plat: els plats de perfil més alt tenen un to més alt.

## Tipus

### Plats orquestrals
Els plats ofereixen a un compositor quantitats gairebé infinites de color i efectes. El seu timbre únic els permet projectar fins i tot contra una orquestra completa i a través de les orquestracions més pesades i millorar l'articulació a gairebé qualsevol dinàmica. Els plats s'han utilitzat històricament per mostrar el frenesí, la fúria o les festes de bacanal, com es veu a la música de Venus a Tannhäuser de Wagner, la suite Peer Gynt de Grieg i l'ària d'Osmin "O wie will ich triumphieren" del Die Entführung de Mozart Die Entführung aus dem Serail.

### Plats de xoc

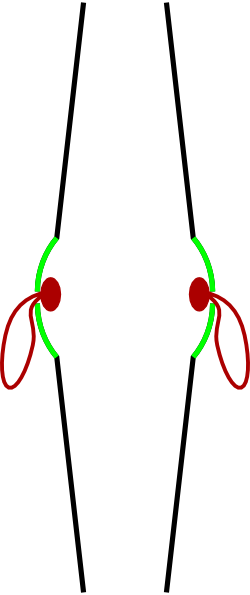
Un parell de plats de xoc en secció transversal. La campana és de color verd i les corretges de color vermell.

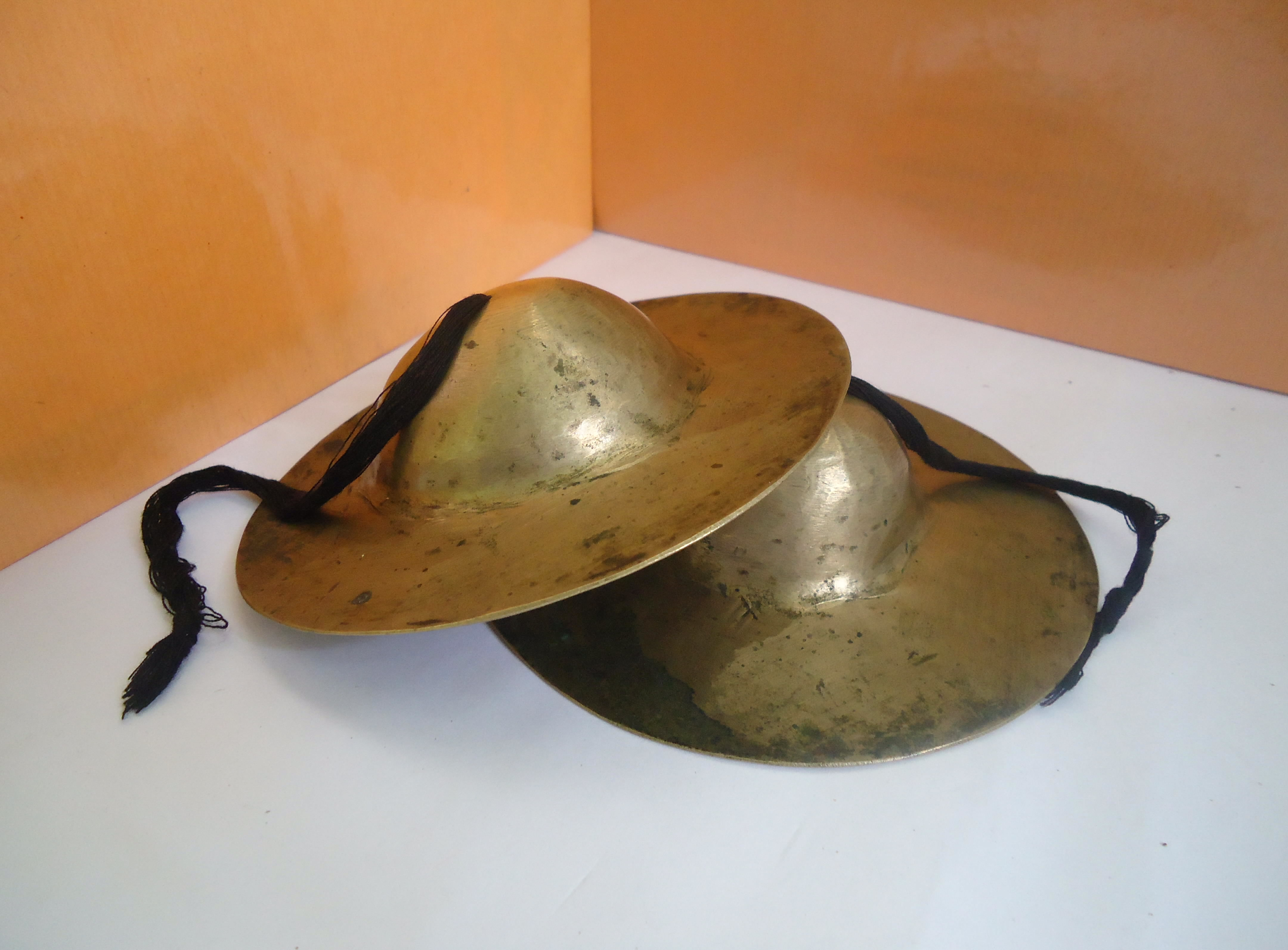
Un tipus de plats de xoc utilitzat a Assam, Índia. És semblant a Khartal. Aquest instrument s'usa en danses assameses anomenades Bihu.

Els plats de xoc orquestrals s'utilitzen tradicionalment per parelles, cadascun amb una corretja col·locada a la campana del plat per la qual se'ls subjecten. La parella de plats rep el nom de plats de xoc, plats de mà o plats. Alguns sons es poden obtenir fregant les seves vores juntes en un moviment de lliscament, colpejant-los els uns contra els altres en el que s'anomena "xocament", tocant la vora d'un contra el cos de l'altre en el que s'anomena "tap-crash", raspar la vora d'un des de l'interior de la campana fins a la vora per obtenir un "raspat", o tancar els plats junts i ofegar el so en el que s'anomena "hi-hat" o "aixafar". Un percussionista hàbil pot assolir un rang dinàmic enorme d'aquests plats. Per exemple, a la Simfonia núm. 9 de Beethoven, el percussionista toca primer plats de manera dinàmica, afegint-hi un toc de color més que un fort xoc.

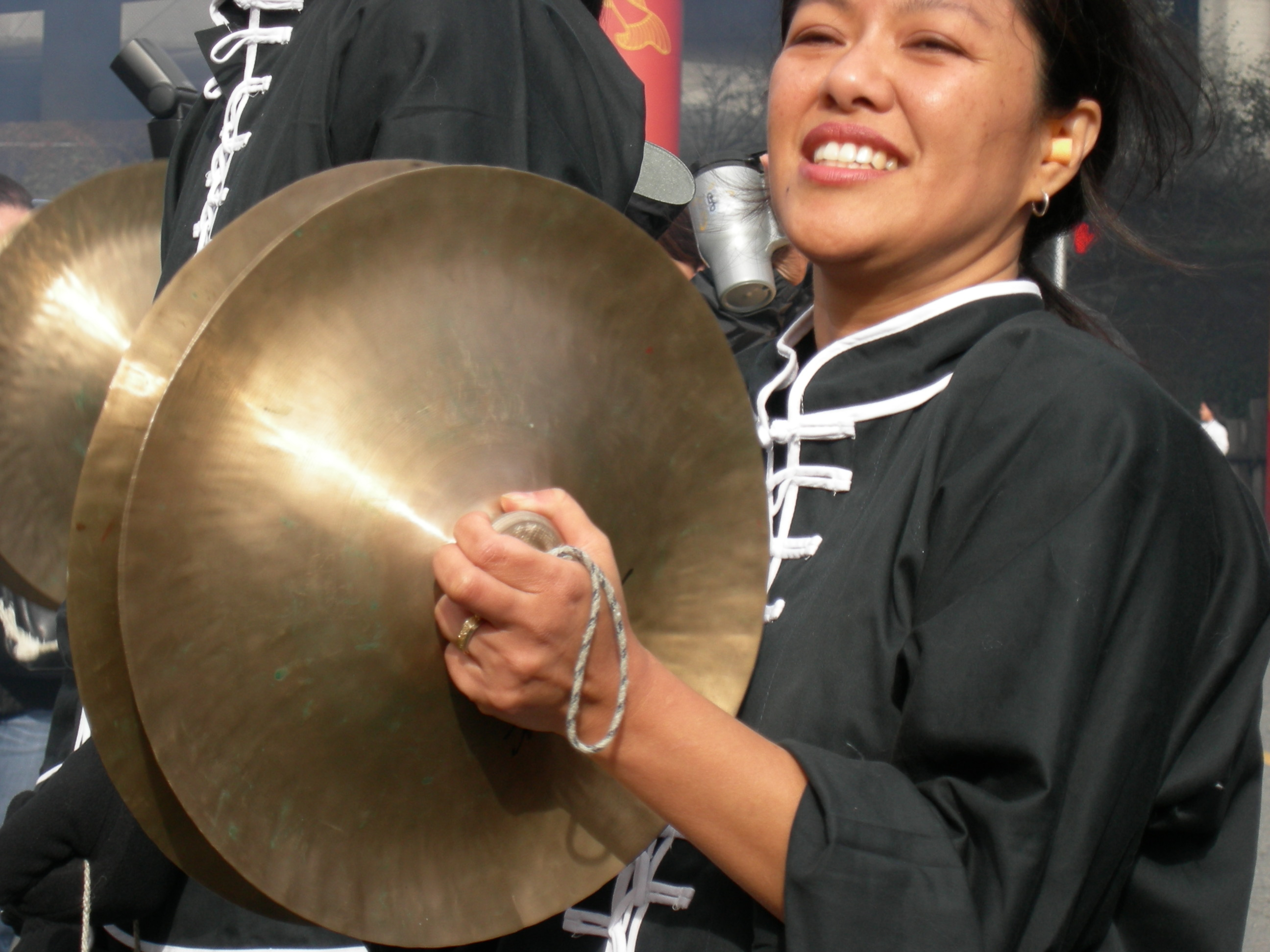
Plats de xoc d'estil xinès.

Els plats de xoc solen pressionar-se contra el cos del percussionista per esmorteir el so. Un compositor pot escriure laissez vibrer, o "deixar vibrar" (normalment abreujat lv), secco (sec), o indicacions equivalents a la partitura. Sovint el percussionista ha de jutjar com interpretar aquestes paraules en funció de la durada escrita d'un xoc i el context en què es produeix. Aquests plats han estat tradicionalment acompanyats pel bombo tocant una particel·la idèntica. Aquesta combinació, tocada en veu alta, és una manera eficaç d'accentuar una nota, ja que contribueix tant a rangs de freqüència molt baixa com a molt alta i proporciona un "crash-bang-wallop" satisfactori. A la música antiga, el compositor de vegades proporcionava específicament la notació aquest parell d'instruments, escrivint senza piatti o piatti soli (italià: "without cymbals" or "cymbals only") si només en cal un. Això prové de la pràctica habitual de fer tocar un percussionista amb un plat muntat al bombo. El percussionista estavellava els plats amb la mà esquerra i utilitzava un mall per colpejar el bombo amb la dreta. Avui en dia, aquest mètode s'usa sovint a les orquestres sol·licitat específicament per compositors que desitgen un cert efecte. Stravinski ho demana al seu ballet Petrushka, i Mahler ho demana a la seva Simfonia dels Titans. La convenció moderna és que els instruments tinguin parts independents. No obstant això, en la bateria, un xoc de plats s'acompanya habitualment d'una puntada simultània al bombo, que proporciona un efecte musical i suport al xoc.

### Xarleston
Els plats de xoc van evolucionar al modern hi-hat o xarleston. Fins i tot en una bateria moderna, es mantenen emparellats amb el bombo com els dos instruments que es toquen amb els peus de l'intèrpret. Tanmateix, aquests plats tendeixen a ser pesats i amb poca conicitat, més semblants a un plat de ritme que a un plat de xoc tal com es troba en una bateria, i s'allunyen de la funció de xoc.

### Plat suspès
Un altre ús dels plats és el plat suspès. Aquest instrument pren el nom del mètode tradicional de suspensió del plat amb una corretja o corda de cuir, permetent que el plat vibri el més lliurement possible per obtenir el màxim efecte musical. Els pioners de la bateria del jazz van manllevar aquest estil de muntatge de plats durant els primers anys del segle XX i els bateristes posteriors van desenvolupar encara més aquest instrument en els plats de xoc muntats horitzontals o gairebé horitzontals d'una bateria moderna en lloc d'un sistema de suspensió de corretja de cuir. Moltes bateries modernes utilitzen una muntura amb teixit d'humitat d'una altra manera per actuar com a barrera per subjectar els plats entre pinces metàl·liques. Els plats suspesos es poden tocar amb malls embolicats amb fil, esponja o corda. La primera instància coneguda de fer servir un mall de cap d'esponja en un plat és l'acord final de la Simfonia fantàstica d'Hector Berlioz. De vegades, els compositors demanen específicament altres tipus de malles, com ara malles de feltre o timbals per a diferents qualitats d'atac i sosteniment. Els plats suspesos poden produir tons brillants i tallants quan es toquen amb força, i donen un so "ventós" transparent i inquietant quan es toquen en silenci. Un trèmolo o rotllo (tocat amb dos malls colpejant alternativament als costats oposats del plat) pot augmentar el volum des de gairebé inaudible fins a un clímax aclaparador d'una manera satisfactòriament suau (com a la Suite Mother Goose de Humperdinck). La vora d'un plat suspès es pot colpejar amb l'espatlla d'una baqueta per obtenir un so semblant al dels plats de xoc. Altres mètodes de tocar inclouen raspar ràpidament una moneda o un batedor triangular a través de les crestes de la part superior del plat, donant un so "zing" (com fan alguns percussionistes en el quart moviment de la Simfonia núm. 9 de Dvořák). Entre altres efectes, també es pot dibuixar un arc de baix a través de la vora del plat per aconseguir un so com els frens del cotxe.

### Plats antics
Els plats antics o afinats s'usen rarament. El seu timbre és completament diferent, més semblant al de petites campanes de mà o de les notes de l'harmònica de teclat. No es toquen fent xocar l'un contra l'altre, sinó per una de les seves vores, i la nota que hi donen és més alta en proporció a mesura que són més gruixudes i més petites. El Romeu i Julieta de Berlioz requereix dos parells de plats, modelats en alguns instruments pompeians antics no més grans que la mà (alguns no són més grans que una moneda gran), i afinats en fa i si bemoll. Els instruments moderns descendents d'aquesta línia són els cròtals.

### Llista de tipus de plats

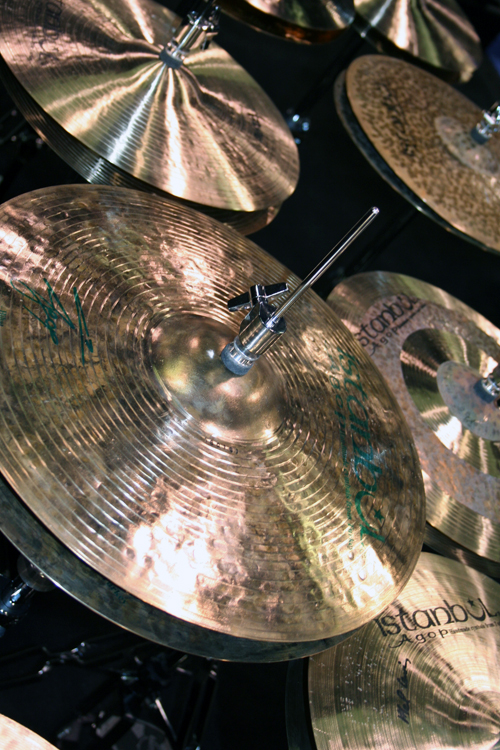
Hi-hats. L'embragatge suspèn el plat superior sobre una vareta accionada per un pedal.

Els tipus de plats inclouen:
- Plat de campana
- Plat de la Xina
- Plat de xoc
- Plat de dit
- Plat de passeig pla
- Xarleston
- Plat de ritme
- Plat esquitxat
- Plat de swish
- Plat suspès
- Plat indi
- Címbal hongarès
- Kecer